# Psilota nitida
Psilota nitida är en tvåvingeart som först beskrevs av Macquart 1850.  Psilota nitida ingår i släktet sotblomflugor, och familjen blomflugor.
Artens utbredningsområde är Tasmanien. Inga underarter finns listade i Catalogue of Life.